# Tomás Borge
Pour les articles homonymes, voir Borge.
Tomás Borge Martínez, né le 13 août 1930 à Matagalpa et mort le 30 avril 2012 à Managua, est un homme politique nicaraguayen. Il est une figure historique du Front sandiniste de libération nationale. Il est ministre de l'intérieur pendant le gouvernement sandiniste au Nicaragua (1979-1990).

## Biographie
Dès son adolescence, il s'engage dans la résistance au régime autoritaire du président Anastasio Somoza García, qui dirige le pays avec l'appui des États-Unis. Arrêté en 1956, il est libéré deux ans plus tard et se réfugie à Cuba où il obtient le soutien de Fidel Castro qui vient de prendre le pouvoir. En 1961 il fonde le Front sandiniste de libération nationale (FSLN) avec Carlos Fonseca et organise la lutte contre la dictature de la famille Somoza. En 1976 il est finalement arrêté, torturé et emprisonné, avant d'être libéré deux ans plus tard par un commando sandiniste.
À la chute de la dictature, il est nommé ministre de l'Intérieur dans le gouvernement révolutionnaire dirigé par le leader sandiniste Daniel Ortega. Il occupe ce poste jusqu'en 1990 et la défaite électorale du FSLN.
Tomás Borge, ami de Julio Cortazar et d'Eduardo Galeano est également un écrivain et un poète. Il a publié divers livres ainsi qu'une autobiographie: La paciente impaciencia (L'impatience patiente). Il décède le 30 avril 2012 à l'hôpital militaire Dr. Alejandro Dávila Bolaños de Managua.